# Boarmia exilis
Boarmia exilis là một loài bướm đêm trong họ Geometridae.